# Kościół św. Dominika Savio w Ostródzie
Kościół św. Dominika Savio w Ostródzie – rzymskokatolicki kościół parafialny należący do parafii św. Dominika Sawio w Ostródzie w dekanacie Ostróda – Wschód archidiecezji warmińskiej. Mieści się przy placu Tysiąclecia Państwa Polskiego. 
Zbudowany w początkach XIV wieku w stylu gotyckim jako kościół misyjny, płacący świętopietrze, a więc uniezależniony od Krzyżaków. Przed reformacją był kościołem katolickim, następnie stał się miejscem kultu religijnego ewangelików. W latach 1836–1848 odprawiał tu nabożeństwa w języku polskim pastor Gustaw Gizewiusz. Budynek całkowicie spalony w 1945 roku przez armię sowiecką, od 1981 odbudowywany i udostępniony wiernym.
Pierwszym proboszczem a zarazem budowniczym kościoła od 1981 roku był ksiądz salezjanin Władysław Ciszewski.
Obok kościoła zachowany fragment dawnych murów miejskich.

## Architektura
Świątynia o prostym kształcie i grubych XIV-wiecznych murach, w wyniku licznych przebudów pozbawiona jednolitego stylu. Dwukondygnacyjna wieża ozdobiona smukłymi blendami i wielouskokowym portalem.